# Brian Maisonneuve
Brian Maisonneuve (Warren, 1973. június 28. – ) amerikai válogatott labdarúgó, edző.

## Pályafutása

### Klubcsapatban
Warrenben született Michiganben. Pályafutását az Indianai Egyetem labdarúgócsapatában, az Indiana Hoosiers-ben kezdte.
1996 és 2004 között az MLS-ben szereplő Columbus Crew játékosa volt, melynek színeiben 172 mérkőzésen lépett pályára és 23 gólt szerzett.

### A válogatottban
1997 és 2002 között 13 alkalommal szerepelt az Egyesült Államok válogatottjában. Tagja volt az 1996. évi nyári olimpiai játékokon szereplő válogatottak keretének.
Részt vett az 1998-as világbajnokságon, ahol kezdő volt a Németország és a Jugoszlávia elleni csoportmeccseken, Irán ellen pedig csereként lépett pályára.
Ezen kívül az 1998-as CONCACAF-aranykupán ezüstérmet, a 2002-es CONCACAF-aranykupán aranyérmet szerzett a válogatottal.

## Sikerei
Columbus Crew
- Lamar Hunt U.S. Open kupa (1): 2002

Egyesült Államok
- CONCACAF-aranykupa győztes (1): 2002